# Пајн Вали (Њу Џерзи)
Пајн Вали (енгл. Pine Valley) град је у америчкој савезној држави Њу Џерзи.

## Демографија
По попису из 2010. године број становника је 12, што је 8 (-40,0%) становника мање него 2000. године.
| Група             | 2000.       | 2010.      |
| Белци             | 20 (100,0%) | 10 (83,3%) |
| Афроамериканци    | 0 (0,0%)    | 0 (0,0%)   |
| Азијати           | 0 (0,0%)    | 0 (0,0%)   |
| Хиспаноамериканци | 0 (0,0%)    | 2 (16,7%)  |
| Укупно            | 20          | 12         |